# Gil (Israël)
Pour les articles homonymes, voir Gil.

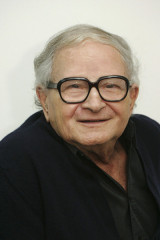
Rafi Eitan, 2006.

Gil - Gimlaey Israel Laknesset (hébreu: גיל - גימלאי ישראל לכנסת Gil - les retraités d'Israël à la Knesset) était un parti politique israélien de gauche contestataire, en faveur des retraités, fondé en 1990 et disparu en 2015. Il obtient 7 sièges à la Knesset aux élections législatives israéliennes du 28 mars 2006.

## Contexte social
En Israël il n'existe pas de système de sécurité sociale comme celui que l'on trouve en France. Les retraités peuvent avoir des pensions en fonction de l'entreprise dans laquelle ils travaillaient. 20 % de la population israélienne vit sous le seuil de pauvreté dont une grande partie de retraités.

## Programme politique
- Protection des droits à la retraite.
- Protection des droits au logement pour les retraités
- Augmentation de la sécurité sociale et des aides pour les retraités
- Protection des valeurs juives traditionnelles
- Progrès des valeurs démocratiques

## Résultats électoraux
Les premiers sondages avant les élections législatives israéliennes de 2006, montraient que Gil pourrait dépasser le seuil de 2 % qui donne accès à des sièges à la Knesset. Gil obtint 7 sièges - soit 5,9 % à la Knesset ce qui lui permet d'intégrer le gouvernement d'Ehud Olmert avec Kadima, le parti du premier ministre, le Parti travailliste et le parti religieux séfarade Shas. Des membres de l'entourage d'Ehud Olmert auraient même proposé au Gil de fusionner avec Kadima.
Aux élections de 2009, la liste de Gil fait 0,52% et perd l'ensemble de ses sièges.

## Membres du parti
1. Rafi Eitan
2. Ya'akov Ben-Yizri
3. Moshe Sharoni
4. Yitskhak Ziv
5. Yitskhak Galanti
6. Elkhanan Glazer
7. Sarah Marom